# Ерёменко, Алексей Алексеевич
Алексе́й Алексе́евич Ерёменко (фин. Alexei Eremenko; род. 24 марта 1983[…], Ростов-на-Дону) — финский и российский футболист, полузащитник. Выступал за сборную Финляндии.

## Биография
Сын советского футболиста Алексея Ерёменко, родился в Ростове-на-Дону. В семь лет вместе с отцом переехал в Финляндию, в город Якобстад. В 2003 году получил финское гражданство. Младшие братья Роман и Сергей также футболисты.

### Клубная карьера
В высшей лиге чемпионата Финляндии дебютировал в 2001 году в команде «Йокерит». В составе команды ХИК выиграл два чемпионата и один кубок Финляндии.
В 2004 году подписал контракт с итальянским «Лечче».
В январе 2006 года перешёл в подмосковный «Сатурн». В заявке числился как нападающий, хотя выступал на позиции полузащитника.
Автор лучшего гола чемпионата России 2007 года по версии телепередачи «Футбол России» телеканала «Спорт» (гол в домашнем победном матче (2:1) в ворота московского «Динамо» 6 октября, забитый мощным ударом с 25 метров, стал для Ерёменко единственным в том чемпионате и последним за «Сатурн» в официальных матчах).
29 июля 2009 года перешёл в харьковский «Металлист», заключив трёхлетний контракт. На следующий день после подписания контракта вышел в стартовом составе «Металлиста» в матче Лиги Европы против хорватской «Риеки» и забил первый мяч в игре («Металлист» победил в гостях 2:1).
Не сумел закрепиться в составе «Металлиста», в 2010 году был отдан в аренду сначала в финский «Яро», который тренировал его отец, а затем в августе в шотландский «Килмарнок», который возглавил известный финский футболист Миксу Паателайнен. При этом и в «Яро», и в «Килмарноке» Ерёменко забивал в первом же матче за новый клуб.
29 августа 2011 года подписал трёхлетний контракт с казанским «Рубином». Клуб был заинтересован в игроке, поскольку он имеет российский паспорт, который положительно сказывается при существующем «лимите на легионеров» в чемпионатах России. В казанском клубе он играл вместе со своим младшим братом Романом, купленным у киевского «Динамо» в то же трансферное окно. Общая сумма, выплаченная за трансферы братьев Ерёменко, составила € 13,5 млн.
13 июня 2013 года бесплатно перешёл в казахстанский «Кайрат», под руководством словацкого специалиста Владимира Вайсса, который тренировал «Сатурн», где играл Алексей. Полузащитник подписал контракт на 2,5 года. Одним из решающих факторов отъезда игрока из Казани стало ужесточнение «лимита на легионеров», при котором футболисты с двойным гражданством не будут считаться «россиянами». Так же, в казанской команде у Ерёменко была мало игровой практики, поскольку он перенес разрыв крестообразных связок колена, полученный в товарищеском матче против сборной Дании в ноябре 2011 года. Из-за травмы он пропустил более полугода. В ноябре 2013 года расторг контракт с клубом по обоюдному согласию.
28 января 2014 года на правах свободного агента перешёл в шотландский «Килмарнок».
По словам игрока, планировал играть в футбол на профессиональном уровне до 34—35 лет, но в мае 2016 года в возрасте 33 лет завершил карьеру.

### Карьера в сборной
11 октября 2003 года в возрасте 20 лет дебютировал в сборной Финляндии в игре со сборной Канады. Первый гол забил в своём 4-м матче за сборную 3 февраля 2004 года в ворота сборной Китая в Гуанчжоу. В первых 19 играх за сборную Алексей забил 10 мячей.
С 14 голами в 54 матчах входит в десятку лучших бомбардиров в истории сборной Финляндии.

## Достижения
- Чемпион Финляндии (2): 2002, 2003
- Обладатель Кубка Финляндии: 2003
- Обладатель Кубка России: 2011/2012
- Обладатель Суперкубка России: 2012